# 本帕本山
本帕本山是缅甸克钦邦枯門嶺的最高峰。该山高度为3411米，地形突起度为1636米，是东南亚超突山峰之一。